# ميتش إريكسون
ميتش إريكسون (بالإنجليزية: Mitch Erickson)‏ هو لاعب كرة قدم أمريكية أمريكي، ولد في 14 مايو 1985 في هوتشينسون في الولايات المتحدة.

## وصلات خارجية
- ميتش إريكسون على موقع JustSportsStats.com (الإنجليزية)